# Nederlandse kampioenschappen veldrijden 2025
De Nederlandse kampioenschappen veldrijden 2025 werden verreden op zondag 12 januari in Oisterwijk.

## Erelijst
| Categorie         | Kampioen         | Tweede                     | Derde               |
| Mannen            |                  |                            |                     |
| Elite             | Tibor Del Grosso | Pim Ronhaar                | Joris Nieuwenhuis   |
| Beloften Onder 23 | Tibor Del Grosso | Guus van den Eijnden       | Keije Solen         |
| Junioren O19      | Michiel Mouris   | Noël Goijert               | Cas Timmermans      |
| Vrouwen           |                  |                            |                     |
| Elite             | Puck Pieterse    | Ceylin del Carmen Alvarado | Denise Betsema      |
| Beloften O23      | Leonie Bentveld  | Lauren Molengraaf          | Puck Langenbarg     |
| Junioren O19      | Noï Moes         | Mae Cabaca                 | Elena van der Veken |

Kampioenschappen:  Wereldkampioenschappen ·
 Europese kampioenschappen ·
 Belgische kampioenschappen ·
 Nederlandse kampioenschappen
Klassementen:  Wereldbeker ·
 Superprestige ·
 X²O Badkamers Trofee ·
 HSF System Cup ·
 Trek USCX Series ·
 Coupe de France ·
 National Trophy Series ·
 Copa de España ·
 Swiss Cyclocross Cup ·
 Hope Supercross Series
Overig:  Exact Cross ·  Losse crossen België
1963 · 
1964 · 
1965 · 
1966 · 
1967 · 
1968 · 
1969 · 
1970 · 
1971 · 
1972 · 
1973 · 
1974 · 
1975 · 
1976 · 
1977 · 
1978 · 
1979 · 
1980 · 
1981 · 
1982 · 
1983 · 
1984 · 
1985 · 
1986 · 
1987 · 
1988 · 
1989 · 
1990 · 
1991 · 
1992 · 
1993 · 
1994 · 
1995 · 
1996 · 
1997 · 
1998 · 
1999 · 
2000 · 
2001 · 
2002 · 
2003 · 
2004 · 
2005 · 
2006 · 
2007 · 
2008 · 
2009 · 
2010 ·
2011 ·
2012 ·
2013 ·
2014 ·
2015 ·
2016 ·
2017 ·
2018 ·
2019 ·
2020 ·
2021 ·
2022 ·
2023 · 2024 · 2025